# Aviation Cadet Training Program (USAAF)
Programme de formation des cadets de l'aviation (USAAF)
L'Aviation Cadet Training Program (programme de formation des cadets de l'aviation) est créé en 1907 par l'United States Army pour former ses pilotes. Les candidats devaient avoir age compris entre 19 et 25 ans et disposer d'une bonne condition physique ainsi que d'une formation de deux années de collège ou de trois ans de formation scientifique ou technique. Les cadets ne devaient pas être mariés et s'engager à ne pas se marier pendant la durée de la formation. De 1907 à 1920, les officiers pilotes dépendent de l'US Army Signal Corps, puis ils sont rattachés à l'United States Army Air Service.